# Nasib al-Bakri

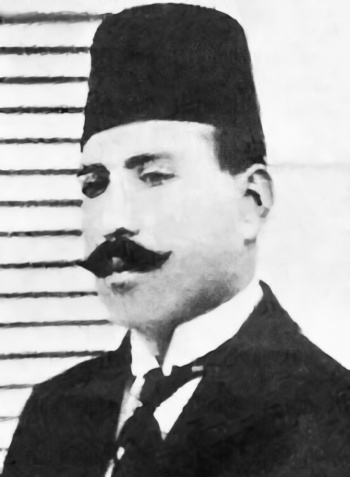
Nasib al-Bakri.

Nasib al-Bakri (1888–1966) foi um político e líder nacionalista sírio. Ele desempenhou um papel importante na criação da Al-Fatat, uma organização que buscava a independência do país e vários territórios árabes do Império Otomano. Como o principal representante entre al-Fatat e os Hachemitas, al-Bakri tornou-se assistente de Emir Faisal quando este se tornou rei do Síria após o sucesso da revolta árabe de 1916. Al-Bakri opôs-se a instauração do mandato francês na país e tornou-se um dos principais comandantes da Grande Revolta Síria, sendo capturado brevemente pelos rebeldes de Damasco. Ele escapou de um mandado de morte em 1927, mas retornou no ano seguinte depois de ser amnistiado.